# Schweix (Moselle)
Pour la municipalité allemande, voir Schweix.
Schweix est un hameau et une ancienne commune de Moselle en région Grand Est.

## Toponymie
- Schwects (1598), Shemtize (1625), Schwei (1634), Scheveitz (1681), Schweix (1682), Schwecks (XVIIIe siècle), Schwert (1700), Zuwaige (1718), Schueix (1756)[1], Schweix (1793), Schveix (1801)[2].
- Schwääcks en francique lorrain.

## Histoire
- Ressortissait au bailliage seigneurial de Vic et relevait de la châtellenie d'Albestroff.
- Était annexe de la paroisse du Val-de-Guéblange.
- Rattaché au Val-de-Guéblange le 1er avril 1811.

## Démographie
| 1793 | 1800 | 1806 | 1900 |
| ---- | ---- | ---- | ---- |
| 313  | 142  | 251  | 268  |